# Groupware
Groupware (dall'inglese group - gruppo, ware - suffisso di software e hardware) o software collaborativo è il software applicativo pensato per facilitare e rendere più efficace il lavoro cooperativo da parte di gruppi di persone.

## Storia
Il termine fu coniato nel 1978 da Peter e Trudy Johnson-Lenz. Gli autori intendevano indicare con esso non solo il software, cioè il supporto informatico, che consente lo svolgimento di un lavoro di tipo collaborativo, ma anche i processi che ne regolano lo svolgimento. Alla base di un buon lavoro di gruppo vi è l'intenzione comunicativa, che deve tradursi in collaborazione e coordinamento del lavoro attraverso l'uso di software specifici, che consentano, partendo dalle idee e dai progetti del singolo, di pervenire al lavoro di gruppo. Il Groupware è un insieme di applicativi studiati per venire incontro alle esigenze aziendali per coordinare le attività lavorative di gruppi di persone. Offre una gestione centralizzata del calendario della rubrica delle attività da svolgere e del loro stato di avanzamento. Grazie alla sua flessibilità e scalabilità, il groupware si adatta facilmente ad una molteplicità di situazioni e funzioni. Dalla convergenza di un gran numero di andamenti tecnici, economici, sociali ed organizzativi ha avuto origine il groupware nell'ambiente degli affari.

### Esempi di software
Esempi di software di questo tipo, che permettono di condividere il lavoro e comunicare informazioni per gli scopi più diversi, sono:
- sistemi collaborativi di gestione di posta elettronica
- i BBS (Bulletin Board System[11])
- Il Mediawiki, che è il software che gestisce e controlla la produzione delle pagine della enciclopedia Wikipedia
- TikiWiki[12] che consente l'utilizzo di molteplici strumenti quali wiki, blog, forum
- Funzionalità cooperative si ritrovano anche all'interno di applicazioni generiche sia di produttività personale che aziendale.

## Utilizzo

### In campo educativo
La nascita di Internet e del web hanno segnato il passaggio dall'Information and Communication Technology (ICT) alla Comunicazione mediata dal computer(CMC): il rapporto di tipo individualistico tra uomo e computer è superato e la Rete ha assunto il ruolo di strumento di comunicazione personale, che avvalendosi di propri mezzi o ambienti dà l'accesso ad un mondo “interconnesso”; la creazione di ambienti virtuali introduce l'uomo in altrettanto “comunità virtuali”, formate da un numero illimitato di individui: comunità di apprendimento Community of Learners (CoLs) e comunità di pratica Community of pratics (CoPs). L'apprendimento attraverso la pratica del “learning by doing” (imparare facendo) e l'insegnamento reciproco “reciprocal teaching”, costituiscono una nuova forma di organizzazione della conoscenza, che da prodotto della “singola” mente si trasforma in un fenomeno distribuito (conoscenza collettiva), che supera i limiti della singola persona per comprendere il suo ambiente, i suoi strumenti, le sue interazioni sociali e la sua cultura”.
La comunità di pratica consente ai suoi membri di condividere le esperienze e le attività di formazione attraverso il cooperative learning (apprendimento cooperativo) e di avvalersi dell'aiuto reciproco per individuare ed affrontare i problemi che li accomunano.
Secondo Johnson & Johnson l'apprendimento in gruppo è di tipo “cooperativo”  se i membri del gruppo sanno operare individualmente con grande senso di responsabilità (costruttivismo individuale) ma, nel contempo, giovarsi della collaborazione altrui, riconoscendola come forma positiva di interdipendenza grazie alla quale è possibile pervenire ad una co-costruzione delle conoscenze (costruttivismo sociale).
Nel lavoro di gruppo è altresì di fondamentale importanza l'esatta sincronizzazione delle azioni, perché da essa discende direttamente la co-decisione, vale a dire il saper decidere insieme le azioni da perseguire attraverso una costante e critica opera di revisione del lavoro proprio ed altrui.
In campo educativo nell'ultimo ventennio si è verificata una vera e propria evoluzione delle tecnologie didattiche: dalla “produzione” degli anni ‘80 si è rapidamente passati alla “comunicazione”  per approdare negli anni 2000 alla “cooperazione”; ciò significa che dal Computer tool personale (word processor), (i computer tools sono applicativi che consentono di effettuare attività quali: costruzione di tabelle, creazione di un database, esecuzione di operazioni logiche) si è passati al computer multimediale (ipertesto) ed infine ai giorni nostri al computer tool collaborativo (groupware). A partire dagli anni '90 l'ipertesto si è sempre più diffuso in ambito educativo-didattico: i collegamenti, effettuati grazie a procedure informatiche, consentono all'utente di svolgere un ruolo attivo nella selezione delle informazioni.

### Nelle aziende
Con l'affermarsi del fenomeno della globalizzazione si è diffuso sempre più l'uso del groupware anche da parte delle aziende, che devono porre in campo tutte le strategie possibili per resistere ed affrontare una competitività dalla forte connotazione  “globale”. Le tecnologie del groupware consentono di affrontare problemi diversi in maniera specifica,  determinando l'implementazione della reingegnerizzazione organizzativa delle aziende. L'introduzione del groupware all'interno delle organizzazioni offre vari vantaggi quali ad esempio quello di pianificare adeguati percorsi formativi; tuttavia, è bene tenere presente che occorre individuare in prima istanza il problema che si intende affrontare, coinvolgendo i vertici dell'azienda e formandoli adeguatamente in merito al corretto utilizzo del software,  dal momento che l'adozione incondizionata del groupware non può garantire un'efficienza societaria. Il groupware o workgroup assieme al GED (gestione dei documenti) e al workflow rappresenta una tecnica di gruppo per la gestione collettiva dell'informazione, consentendo agevolmente di realizzare la condivisione di documenti, i piani di classificazione, nonché le diverse modalità di indicizzazione.

## Sviluppo del sistema groupware
Le letteratura scientifica attribuisce al termine groupware significato più specifico, includendovi anche strumenti non software (per esempio sistemi di teleconferenza tradizionali), ma implicando, in genere, una intima correlazione fra gli strumenti tecnologici e le pratiche d'uso cooperative ipotizzate dai progettisti di tali strumenti. Per questa ragione sono considerati parte di un "sistema groupware" anche i processi sociali che esso consente o facilita. Il settore dell'informatica che si occupa del supporto per il lavoro cooperativo (e da cui quindi derivano molti prodotti groupware) è il Computer Supported Cooperative Work (CSCW). Il software collaborativo diventa tanto potente quante più persone lo utilizzano, proprio come regolato dalla legge di Metcalfe. Pioniera nello sviluppo di software collaborativo è stata Lotus Software, con l'insieme di applicazioni Lotus Notes: un software collaborativo con architettura client-server e con gestione integrata dell'email.

## Galleria d'immagini

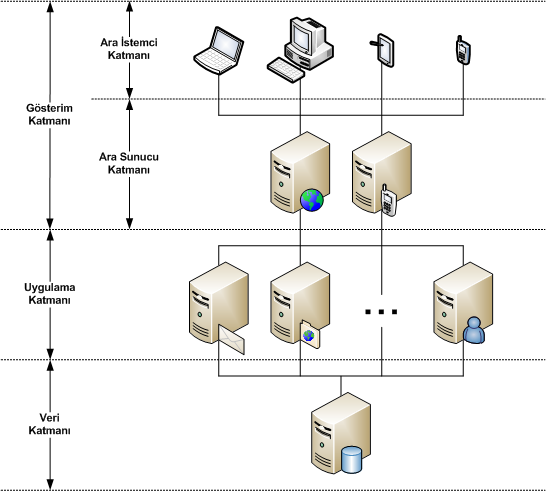
Architettura groupware
Logo Tikiwiki
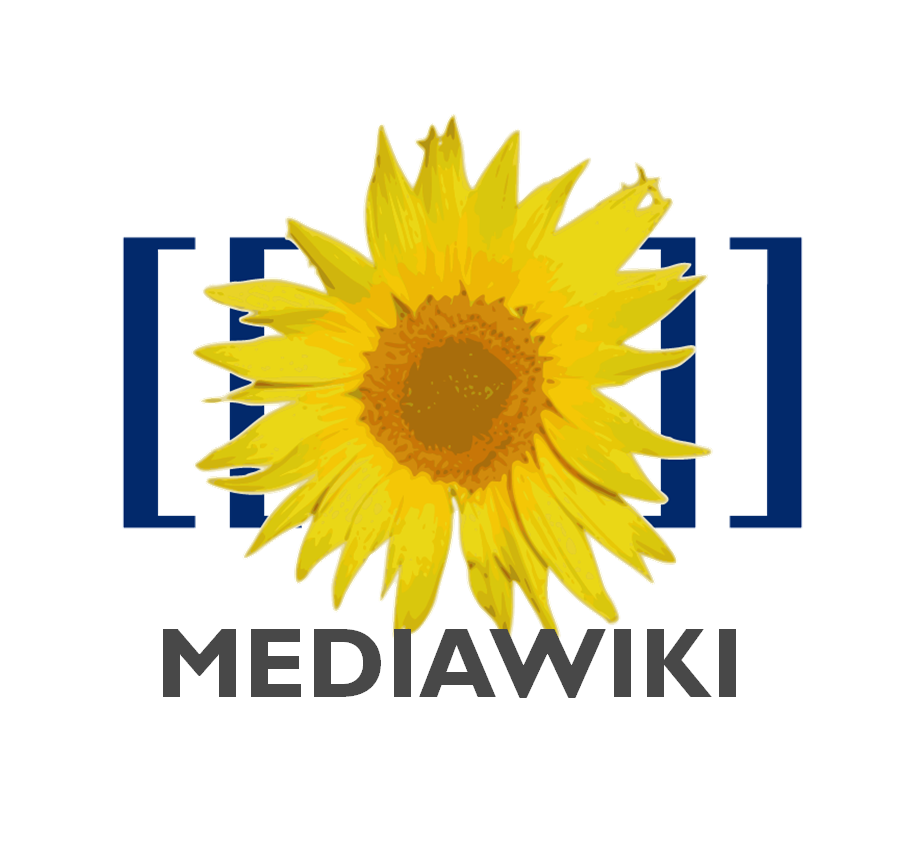
Logo Mediawiki